# Стів Форбс (боксер)
Стів Форбс (англ. Steve Forbes; 26 лютого 1977) — американський професійний боксер, чемпіон світу за версією IBF (2000—2002) в другій напівлегкій вазі.

## Професіональна кар'єра
Дебютував на профірингу 1996 року.
11 березня 2000 року в бою за титул чемпіона IBA в легкій вазі проти мексиканця Алехандро Гонсалеса зазнав першої поразки рішенням більшості суддів.
17 вересня 2000 року зустрівся в бою з Девідом Сантосом і виграв вакантний титул USBA в другій напівлегкій вазі.
3 грудня 2000 року в бою проти Джона Брауна технічним нокаутом завоював вакантний титул чемпіона світу за версією IBF в другій напівлегкій вазі. 29 вересня 2001 року в реванші здобув перемогу одностайним рішенням.
18 вересня 2002 року вдруге здобув перемогу над Девідом Сантосом, однак втратив титул чемпіона на передматчовому зважуванні, не вклавшись у ліміт ваги.
4 жовтня 2003 року вийшов на бій проти нового чемпіона IBF в другій напівлегкій вазі Карлоса Ернандеса. Бій був зупинений у 10-му раунді через зіткнення головами і завершився перемогою Ернандеса.
7 серпня 2004 року вийшов на бій проти чемпіона WBA в другій напівлегкій вазі Йодсанан Сор Нантачай (Таїланд) і програв одностайним рішенням.
27 вересня 2008 року вийшов на бій проти чемпіона WBC в напівсередній вазі Андре Берто і програв одностайним рішенням.